# Aetomylaeus vespertilio
Espèce
Statut de conservation UICN

CRA2cd : 
En danger critique
Aetomylaeus vespertilio, communément nommée raie aigle ornée, est une espèce de poissons cartilagineux appartenant à la famille des Myliobatidae qui est rarement observée en plongée en apnée ou en scaphandre.

## Description
Aetomylaeus vespertilio  peut atteindre une envergure supérieure à 2,50 m et est dotée d'une très longue queue dépourvue d'aiguillon. Le museau et la tête se détachent bien du reste du corps comme sa cousine la raie aigle léopard. Sa face dorsale comporte des motifs caractéristiques alliant lignes sur la partie antérieure et points sur la partie postérieure. La surface ventrale est blanche alors que la teinte de la livrée dorsale est dans les tons vert-marron.

## Distribution et habitat
Depuis sa première description, il y a plus de 160 ans, cette raie a très peu été reportée au travers de son aire de répartition géographique qui correspond à la zone Indo-Pacifique. Elle fréquente, d'après les rares études la concernant, plutôt la pleine mer à des profondeurs supérieures à 100 m mais peut être rarement observée sur les plateaux des récifs externes, les bancs récifaux ou les baies à fond vaseux.

## Biologie
Son régime alimentaire est constitué de coquillages et de crustacés trouvés sur les fonds marins. Cette raie est ovovivipare et a une faible fécondité soit 4 à 6 petits par portée rendant cette espèce très vulnérable à la pression de la pêche côtière.